# Isabel de Aragão, Condessa de Urgel
Isabel de Aragão (em catalão:  Isabel d'Aragó, em castelhano:  Isabel de Aragón; Barcelona, 1376 – 1424) era a filha do rei Pedro IV de Aragão e da sua quarta mulher, Sibila de Fortià. Foi infanta de Aragão por nascimento e Condessa de Urgel por casamento.

## Família
Isabel era a mais nova dos onze filhos que o rei Pedro IV de Aragão teve dos seus quatro casamentos consecutivos. Dos filhos, apenas sete atingiram a idade adulta. Entre os meios irmãos de Isabel encontravam-se os reis João I de Aragão e Martim I de Aragão e, das suas meias irmãs, destacavam-se Constança, Rainha da Sicília, Joana, Condessa de Ampurias e Leonor, Rainha de Castela.

## Casamento
A 29 de Junho de 1407, em Valência, Isabel casou com Jaime II de Urgel, e pouco depois do casamento, em 1408, Jaime foi nomeado lugar-tenente do Reino de Aragão.
O condado de Urgel foi dissolvido em 1413, na sequência da revolta do seu marido contra o rei Fernando I de Aragão que fora escolhido para suceder ao trono de Aragão em 1412 apesar de Jaime II ser quem tinha as mais fortes pretensões dado ser o mais o próximo agnático legítimo à Casa Real de Aragão. Anteriormente, o rei Fernando I oferecera a Jaime 150.000 florins, o prestigiado título de Duque de Montblanc, e a proposta de uma aliança matrimonial entre o seu segundo filho, Henrique, e a herdeira de Jaime, Isabel, mas o conde de Urgel recusou a oferta do novo rei de acordo com o conselho da sua mãe.
Para além da perda do título e do seu património, Jaime II foi posteriormente julgado, considerado culpado, e condenado a prisão perpétua.

## Casamento e descendência
Do seu casamento com Jaime II, Isabel teve cinco filhos:
1. Isabel de Urgel (1409-1443), que casou com o infante D. Pedro, Duque de Coimbra, com geração;
2. Filipe de Urgel ( ? -1422)
3. Leonor de Urgel (1414-depois 1438), que casou com Raimundo Orsini, sexto conde de Nola;
4. Joana de Urgel (antes 1415-1445) que casou em primeiras núpcias com João I, Conde de Foix, sem geração; em segundas núpcias com Joan Ramon Folch, Conde de Cardona, com geração;
5. Catarina de Urgel (morreu antes de 1424).

A sua filha mais velha, Isabel, herdou o condado de Urgel e tornou-se Duquesa consorte de Coimbra, sendo mãe de uma brilhante geração entre as quais se destaca Pedro V de Aragão, Isabel Rainha Consorte de Portugal e o Cardeal D. Jaime, Arcebispo de Lisboa, de Arras e Paphos.
Isabel morreu em 1424, tendo sobrevivido a dois dos seus filhos. O seu marido estava na prisão, em Xàtiva, onde veio a morrer em 1433.